# Rachelle Boone-Smith
Rachelle Boone-Smith, ameriška atletinja, * 30. junij 1981, Norfolk, Virginija, ZDA.
Ni nastopila na poletnih olimpijskih igrah. Na svetovnih prvenstvih je osvojila srebrno medaljo v teku na 200 m leta 2005. V isti disciplini je osvojila naslov ameriške državne prvakinje leta 2006.